# Södra Linlandet
Södra Linlandet är en ö i Finland. Den ligger i Finska viken och i kommunen Kyrkslätt i den ekonomiska regionen  Helsingfors i landskapet Nyland, i den södra delen av landet. Ön ligger omkring 29 kilometer sydväst om Helsingfors.
Öns area är 3 hektar och dess största längd är 320 meter i öst-västlig riktning.